# Þorramatur

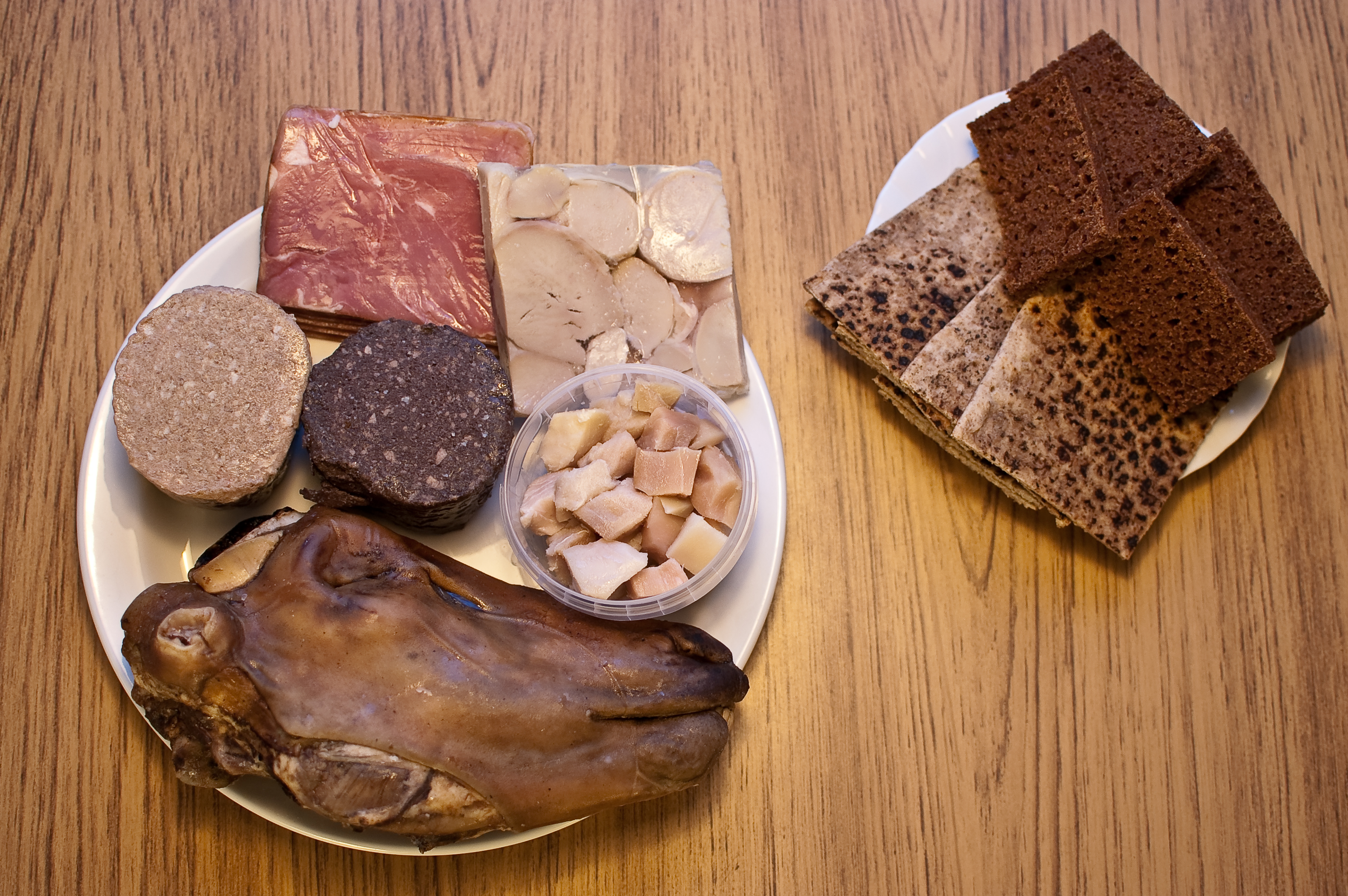
Till vänster: Hangikjöt, Hrútspungar, Lifrarpylsa, Blóðmör, Hákarl, Svið. Till höger: Rúgbrauð, Flatbrauð

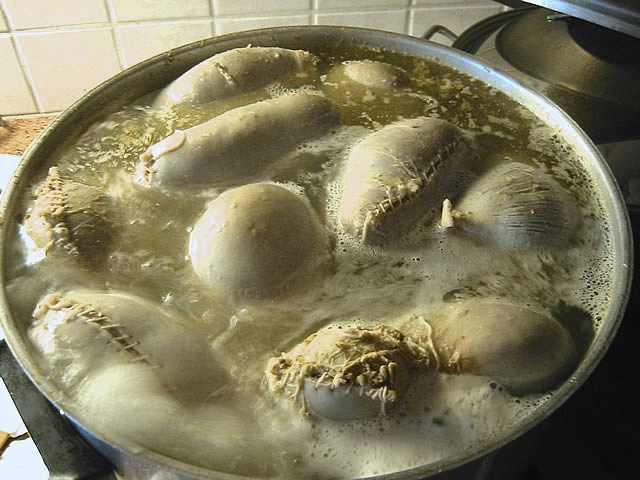
Lifrarpylsa: leverkorv kokandes i en kastrull.

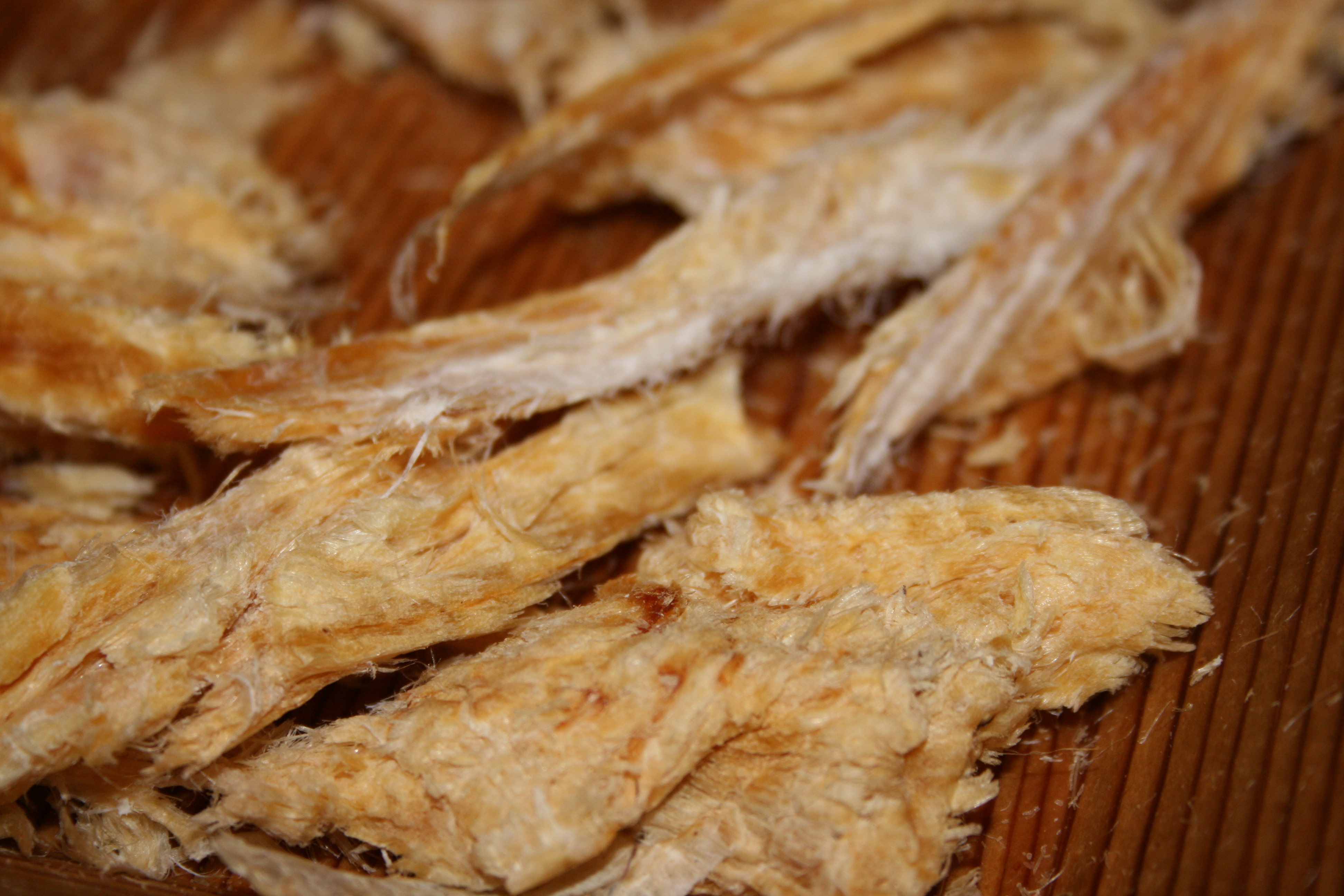
Harðfiskur: torkad fisk.

Þorramatur (ibland skrivet thorramatur utanför Island) är ett urval av traditionell isländsk mat, huvudsakligen kött- och fiskprodukter tillagade på ett traditionellt sätt, skuret i skivor eller bitar och serveras med rúgbrauð (kompakt och mörkt rågbröd), smör och brennivín (en isländsk akvavit). 
Þorramatur äts under den gamla nordiska månaden þorri (Thorri), i januari och februari, särskilt under midvinterfesten Þorrablót som en hyllning till den äldre isländska kulturen. Þorramatur är således mest förknippad med traditionen att fira Þorrablót och måltiden serveras då oftast som en buffé. Under dessa månader kan man på många isländska restauranger bli serverad Þorramatur, ofta på trätallrikar trog tillsammans med rikliga mängder brennivín. I dagligvaruhandeln kan man under samma tid hitta plastfat med ett urval av isländska delikatesser.

## Rätter
Þorramatur består at flera olika maträtter, inkluderande:
- Kæstur hákarl, på svenska även kallad surhaj, är fermenterad håkäring eller brugd.
- Súrsaðir hrútspungar, fårtestiklar, pressade till block, som kokas och mjölksyras.
- Svið, svedda lammhuvuden, som sedan kokas och ibland mjölksyras.
- Sviðasulta, sylta gjord på svið, ibland mjölksyrad
- Lifrarpylsa, leverkorv, gjord på lever och ister från får blandat med rågmjöl och havre.
- Blóðmör (blodister; även kallat slátur, som betyder slakt), en typ av blodpudding gjord på fårblod och ister blandat med rågmjöl och havre.
- Harðfiskur, torkad fisk (ofta kolja, torsk eller havskatt) serverad med smör.
- Rúgbrauð traditionellt isländskt rågbröd
- Hangikjöt, rökt lammkött, fårfiol eller bog, äts ibland även rått.
- Lundabaggi, mjölksyrat och pressat fårkött.
- Selshreifar, mjölksyrade sälfenor